# Preus
Preus est un personnage de comics appartenant à DC Comics, un ennemi de Superman. Il est apparu dans Adventures of Superman #525 à l'occasion de la saga Godfall (La Chute d'un dieu) supervisée par Michael Turner, qui la scénarisait avec Joe Kelly et dessinée par Talent Caldwell.

## Biographie
Preus était un sergent du CPC (Corps de Patrouille des Citoyens), la police de Kandor, devenue une nation raciste, quand Superman y fut piégé par Lyla. Considérant Superman comme un meurtrier et un imposteur à la suite des manipulations de Lyla, il le suivit hors de Kandor et essaya de l'arrêter sans égard pour les humains, qu'il considère comme des êtres inférieurs. Déjà obsédé par la justice et la pureté de Kandor, l'exposition au monde du dehors l'a rendu fou. Preus déteste Superman pour avoir négligé Kandor au profit des êtres humains, qu'il méprise. À l'issue de la saga Preus se cache sur Terre, préparant sa revanche contre Superman.

## Pouvoirs
Preus est un kryptonien de Kandor, et par conséquent l'exposition à un soleil jaune le dote des mêmes pouvoirs que Superman.
À savoir: l'invulnérabilité, la force surhumaine, la vision calorifique (mais de couleur mauve pailleté d'étoiles noires), les super-sens (ouïe, vue, ...) et le souffle arctique (non confirmé cependant, il ne l'utilise pas).
Contrairement à Superman, il n'est pas affecté par la kryptonite verte.
Son armure des CPC le protège du syndrome de l'exposition qui atteint les kandoriens qui sortent de Kandor, ainsi que des pouvoirs de Lyla.